# Raymond Lefèvre
Raymond Lefèvre (* 20. November 1929 in Calais, Frankreich; † 27. Juni 2008 in Seine-Port), gelegentlich als Raymond Lefevre ausgewiesen, bürgerlich  Raymond Lefebvre, war ein französischer Orchesterleiter und Komponist, der auch die ägyptische Staatsangehörigkeit besaß. Er gehörte vor allen Dingen in den 1960er Jahren neben Paul Mauriat und Franck Pourcel zu den führenden Easy-Listening-Musikern Frankreichs.

## Leben und Wirken
Mit einem Studienabschluss vom Pariser Konservatorium in den Fächern Piano und Flöte (ausgezeichnet mit dem Ersten Preis) wurde Lefèvre zwischen 1964 und 1982 vor allem durch Kompositionen zu Filmen mit dem Komiker Louis de Funès international bekannt. Außerdem machte er sich einen Namen als Orchesterleiter, der überwiegend Easy Listening, aber auch Filmmelodien und modernisierte Klassikstücke einspielte.
Lefèvre begann seine Musikerkarriere als Jazzpianist in einem Trio mit Hubert Rostaing und Bobby Jaspar. Zudem spielte er Klavier im Orchester seiner Kollegen Franck Pourcel und Paul Mauriat. 1956 veröffentlichte er seine erste Langspielplatte bei der französischen Plattenfirma Barclay. 
Von 1957 bis 1965 begleitete er mit seinem Orchester die erfolgreiche Sängerin Dalida bei zahlreichen Schallplattenaufnahmen. 1958 stieg er mit einer Instrumentalversion des von Gilbert Bécaud komponierten und später vor allem von Dalida gesungenen Liedes Le Jour où la pluie viendra unter dem englischen Titel The Day the Rains Came bis Platz 30 der Verkaufs-Hitparade in den USA auf. Erneut gelangte er 1968 mit Soul Coaxing, im Original Âme câline von Michel Polnareff, auf Platz vier der US-Charts und erreichte dort im selben Jahr außerdem Platz 23 mit einer Orchesterfassung von La, La, La, dem Eurovisionssieger 1968. In Großbritannien war Soul Coaxing mit einer Höchstplatzierung auf Platz 46 in den Charts vertreten. 1999 gelangte seine Aufnahme La marche des gendarmes aus dem gleichnamigen Louis-de-Funès-Film in die französischen Single-Charts.
Lefèvre war viermal Leiter des Orchesters beim Grand Prix Eurovision de la chanson (Eurovision Song Contest). Von 1965 bis 1968 begleitete er mit seinem Orchester alle Gesangsauftritte in der populären Fernsehunterhaltungssendung Le Palmarès des chansons und von 1971 bis 1973 in Cadet Rousselle, die beide von dem beliebten Fernsehmoderator Guy Lux produziert wurden.
Raymond Lefèvre war verheiratet und Vater eines Sohnes und einer Tochter.

## Filmografie
- 1957: Fric-frac en dentelles
- 1958: Incognito
- 1963: Les Vierges
- 1964: Der Gendarm von St. Tropez (Le Gendarme de Saint-Tropez)
- 1964: Les Gorilles
- 1965: Déclic et des claques
- 1965: Der Gendarm vom Broadway (Le Gendarme à New York)
- 1966: Monsieur le président directeur général
- 1967: Balduin der Ferienschreck (Les Grandes vacances)
- 1968: Balduin der Heiratsmuffel (Le Gendarme se marie)
- 1969: La Maison de campagne
- 1970: Balduin, der Schrecken von St. Tropez (Le Gendarme en balade)
- 1971: Camouflage – Hasch mich, ich bin der Mörder (Jo)
- 1974: Le Permis de conduire
- 1974: Les Murs ont des oreilles
- 1975: L’Intrépide
- 1979: Louis’ unheimliche Begegnung mit den Außerirdischen (Le Gendarme et les Extra-terrestres)
- 1981: Louis und seine außerirdischen Kohlköpfe (La Soupe aux choux)
- 1982: Louis und seine verrückten Politessen (Le Gendarme et les Gendarmettes)

## Instrumentaltitel des Orchesters Raymond Lefèvre
(in Klammern die ursprünglichen Komponisten)
- Allegro aus der 40. Symphonie (Wolfgang Amadeus Mozart)
- Wig Wam (Bob Dylan)
- L’Important C'est La Rose (Gilbert Bécaud)
- Et Maintenant (Gilbert Bécaud)
- Tombe La Neige (Salvatore Adamo)
- Inch Allah (Salvatore Adamo)
- Lily the Pink (R. Anthony)
- Soul Coaxing (Âme câline) (Michel Polnareff)
- A Whiter Shade Of Pale (Keith Reid)
- Der Clan der Sizilianer (Ennio Morricone)
- Sacco und Vanzetti (Ennio Morricone)
- Der Pate (Nino Rota)
- Days of Pearly Spencer (David McWilliams)
- Puppet On A String (Pierre Delanoë)

## Tonträger
- Concerto pour une voix..., LP 1970, Riviera 550.005 France
- Concerto pour une voix..., LP 1970, Riviera/Seven Seas SR471 Japan
- Raymond Lefevre et son grand orchestre, LP 1970, No. 12 Riviera 70019 France/Canada
- Variétés, LP 1971, Barclay 521146 UK
- This is Raymond Lefèvre, LP 1971, Riviera SLMP 045
- Softly, LP, Riviera RLP 16 001
- Hits A Francaise, LP, Riviera RLP 16 006
- Raindrops keep fallin' on my head, LP, Riviera RLP 16 007
- Raymond Lefevre, LP, Riviera RLP 16 008
- Soul Symphonies (Raymond Lefevre & son Grand Orchestre), LP 1971, Riviera RLP 16 027
- Yesterday's Hits in Tomorrow's Sound, LP 1972, Riviera RLP 16.031
- Soul Symphonies No 2 (Raymond Lefevre et son Grand Orchestre), LP 1971, Riviera RLP 16.041
- Raymond Lefevre spielt Filmmelodien, LP 1976, Riviera RLP 16.092
- Raymond Lefèfre (Japanische Maxi-Single, 45rpm), mit La Reine De Saba, Eus, Et Maintenant, Tombe La Neige, Barclay CML 11
- Concerto pour une voix..., LP 1977, Barclay 45510 Canada
- Je t'aime moi non plus / Concerto pour une voix..., CD 1998, Riviera/Seven Seas VICP-60558 Japan
- Mamy Blue / Holidays, CD, ...
- Je T'aime, Moi Non Plus / Concerto.., CD, ...
- Sans Toi Je Suis Seul, CD, ...
- Best, Japan-CD, ...
- Phantom of the Opera, Japan-CD, Victor VICP 41 281
- Pop Classics, Japan-CD, ...
- New Best One:Plays Classics, Japan-CD, Victor VICP...
- La Reine de Saba/Adagio Cardinal, Japan-CD, Victor VICP 60557
- Colezo! Twin, 2 CD, Japan-CD, ...
- New Best One, Japan-CD, Victor VICP 41...